# Pseudanarta heterochroa
Pseudanarta heterochroa là một loài bướm đêm trong họ Noctuidae.